# 게리 브록켓
게리 브록켓(Gary Brockette, 1947년 9월 13일 ~ 2010년 1월 1일)은 미국의 영화 감독, 배우, 텔레비전 배우, 각본가이다.

## 영화
- 스탠딩 오베이션 (2010년)
- 쓰리: 서바이벌 아일랜드 (2005년)
- 셧 업 앤 키스 미! (2004년)
- 스트리트 오브 레전드 (2003년) - 밥 스미스 역
- 어저스트먼트 (2001년)
- 타미와 티렉스 (1994년)
- 내 친구는 외계인 (1988년)
- 필라델피아 특명 (1984년)
- 마지막 영화관 (1971년)
- 마크 오브 더 위치 (1970년)